# Коронарография
Коронарографията (коронарна ангиография, коронарна катеризация) е инвазивна образно-диагностична медицинска процедура, целяща локализирането на мастна плака в коронарните съдове на пациента (водеща до стеноза – затруднено свободно преминаване на наситена с кислород кръв, в случая към сърцето), както и на други сърдечни или белодробни заболявания.
Най-често поставянето на стент (балонната дилатация) бива предшествано и/или съпътствано от коронарография.

## Процедура
През малък разрез на артерията на крака или ръката, хиругът въвежда в тялото катетър, докато достигне с него сърцето. Там се инжектира контрастно вещество, позволяващо вътрешната структура на кръвоносните съдове да бъде видима на рентген. Последният се използва за направата на серия от снимки на база на които се извършва диагностиката.
Процедурата се извършва под локална анестезия на избрано от пациента място – крак или ръка. Оставането на пациента в съзнание е от изключителна важност, тъй като би могъл своевременно да съобщи за усетен дискомфорт или болка, които обикновено свидетелстват за възникване на някое от редките усложнения, съпътстващи иначе рутинната процедура.
При спешни случаи, коронарната катеризация се извършва и с цел отпушване на артерии.